# El Mante
El Mante è una municipalità dello stato di Tamaulipas, nel Messico centrale; il capoluogo è Ciudad Mante.
Conta 115.792 abitanti (2010) e ha una estensione di 1.641,66 km².
Il nome della località deriva dai termini Man (giallo) e te (albero): Albero giallo.